# Absdale
Absdale is een buurtschap in de gemeente Hulst, in de Nederlandse provincie Zeeland. De in de regio Zeeuws-Vlaanderen gelegen buurtschap bevindt zich ten westen van de plaats Hulst. Tot april 1970 behoorde Absdale tot de gemeente Sint Jansteen.
In de Middeleeuwen stond dit gebied bekend als abbatis vallis of abtsdal, een ontginning gedaan door de monniken van de Abdij Ten Duinen. Via schrijfwijzen als Absdaal en Abtsdale wordt de naam sinds 1867 als Absdale geschreven.

## Geografie
Absdale ligt in de Absdalepolder, een herdijking uit 1785. Voordien werd de omgeving herhaaldelijk geïnundeerd om militaire redenen. Absdale ligt echter op een dekzandrug met als hoogste punt zelfs 2,4 meter boven NAP, zodat de omgeving waarschijnlijk droog bleef. Ook de Absdalepolder, op de overgang van holoceen naar pleistoceen is betrekkelijk hooggelegen, zodat de inundaties meer een verdrassing dan een overstroming van het gebied teweeg moeten hebben gebracht.

## Diversen
De buurtschap bestaat uit de volgende wegen: Absdaalseweg (N258), Tolweg, Tarweweg, Gerstweg, Oud Ferdinandusweg. De postcode van de buurtschap is 4561, de postcode van de stad Hulst.

## Nabijgelegen kernen
Hulst, Heikant, Sint Jansteen, Axel
Stad: Hulst

Dorpen: Clinge · Graauw · Heikant · Hengstdijk · Kapellebrug · Kloosterzande · Kuitaart · Lamswaarde · Nieuw-Namen · Ossenisse · Sint Jansteen · Terhole · Vogelwaarde · Walsoorden

Buurtschappen: Absdale · Baalhoek · Boschkapelle · Catalijnenweg · Delft · Drie Hoefijzers · Duivenhoek · De Eek · Emmadorp · Fluitershoek · Groenendijk · Halfeind · Hoefkesdijk · Hoek en Bosch · 't Hoekje · 't Jagertje · Kalverdijk · Kampen · Kamperhoek · Keizerrijk · De Knapaf/Droogedijk · Knuitershoek · Koelewei · Koningsdijk · De Kraai · Krabbenhoek · Kreverhille · Kruisdorp · Kruispolderhaven · Kruisweg · Het Lammetje · Luntershoek · Margret · Margretschedijk · Molenhoek · Molenhoek · Muggenhoek (deels) · Noordstraat · Het Oliekot · Oostdijk · Ossenhoek · Oude Kaai · Oudemolen · Oude Stoof · Paal · Patrijzendijk · Patrijzenhoek · Pauluspolder · Perkpolder · Prosperdorp · De Rape · Roskam · Roverberg · Ruischendegat · Rustwat · Saswijk · Schapershoek · Scheldevaartshoek · Schuddebeurs · Sluis/Drie Gezusters · Statenboom · Stoppeldijk (Rapenburg) · Stoppeldijkveer (deels) · Strooienstad · Tasdijk · Tivoli · Tragel · Verkorting · Vijfhoek · Vogelfort · Walenhoek · Zandberg · Zeedorp · Zeegat

Historische plaatsen: Boerenmagazijn · Eekenissepolder · Klein Kuitaart · Vitshoek

Zeeland: Steden en dorpen in Zeeland      Nederland: Provincies · Gemeenten